# 變星命名法
變星命名是指命名变星的方法与规则。
變星命名採用與拜耳命名法相似的方法，使用拉丁字母和所在星座名稱結合來命名。(請參考星座)

## 命名規則
現行的命名規則如下：
1. 已經在拜耳命名法命名過的變星，不再重新命名。
2. 其它的變星，先由字母R至Z依序命名。
3. 接續採用雙字母RR、……RZ，然後是SS、……SZ，TT、……TZ，直到ZZ。
4. 然後使用AA、……AZ，BB、……BZ，CC、……CZ，一直下去直到QZ，但省略掉字母J不用(無論第一個或第二個都省略)[1]
5. 使用字母可以排序到第334顆變星，之後改用字母V和數字的結合，依序為V335、V336，可以無限制的排序下去。

例如：北冕座 R、鯨魚座YZ、和天鷹座V603。
特別要提醒注意的是第二個字母，在字母的排序上不能在第一個字母的前面，也就是說不可以有BA、CA、CB、DA、……等的組合。
最新發現的變星將先僅用發現它們時所用目錄的名稱，因此這些物件最初發現時的"名稱"可能是 OT J155631.0-080440 和 SDSS J110014.72 + 131552.1 ，然後才會依照前述的格式命名。

## 歷史
在19世紀初期，已經知道的變星數量很少，所以使用拉丁字母標示似乎是很合理的。因為拜耳命名法很少有星座的恆星使用到拉丁字母的Q來標示，所以字母R被選作變星標示的起始字母以避免和光譜類型（現在很少使用）或拜耳命名混淆。雖然拉卡伊曾在少數情況下，例如船尾座X（HR 2548），使用到R至Z的字母，但是這些後來不是被捨棄就是指定做為變星的標示。船尾座T就被阿格蘭德做為變星的標示，並且列入變星總表，但是這並不是一顆變星。
變星的命名法則是由弗里德里希·阿格蘭德開創。有一種普遍的看法認為阿格蘭德選擇字母R是因為德語的rot或法語的 rouge，這兩個字都有紅色的含意，而當時所知的變星多數都呈現紅色。不過，阿格蘭德自己發聲明反駁這種說法。
在1836年，實際上只有一個星座，巨蛇座，用到了字母S。隨著攝影術的發展，變星的數目迅速累積，變星的名稱很快就用盡拜耳命名法剩餘可用來命名變星的字母。於是在1881年，哈特威將單字母擴充為雙字母的堆疊來命名，但仍只用R至Z這9個字母來組合，1907年才擴充至AA至QZ。，但也很快地達到可使用的極限。到了1930年，雙字母的組合也用盡了，遂採用數字系統來命名變星。
所有類別天體的命名，都由國際天文學聯合會（IAU）來分配名稱。IAU將這一件新工作委託在俄羅斯莫斯科的斯特堡天文研究所。斯特堡依據名稱排序修訂新的變星"名稱清單"，出版變星總表（大約每兩年出版一次）。例如，在2011年12月， 第80次的變星名稱清單被釋出，第二部，包含2,161顆最近發現的變星；使GCVS登錄的變星總數增加至45,678。新增的變星包括御夫座V0654、半人馬座V1367和北冕座BU。最近的一版 (GCVS v5.1)以2015年的資料編輯，收錄52,011顆變星。

## 註解
1. ↑  這個系統大部分都是在德國發展起來的，當時仍在使用花體字，手寫（英语：majuscule）的"I"和"J"可能很難區分。
2. ↑  . H L Guerin & L F Delatour. 1763: 7–.
3. ↑  Samus', N. N.; Kazarovets, E. V.; Durlevich, O. V.; Kireeva, N. N.; Pastukhova, E. N. . Astronomy Reports. 2017, 61 (1): 80. Bibcode:2017ARep...61...80S. doi:10.1134/S1063772917010085.